# Die Schneewittchen-Party
Die Schneewittchen-Party (Originaltitel Hallowe’en Party) ist der 60. Kriminalroman von Agatha Christie. Er erschien zuerst im November 1969 im Vereinigten Königreich im Collins Crime Club und später im selben Jahr in den USA bei Dodd, Mead and Company. Der Scherz Verlag (Bern; München; Wien) veröffentlichte die deutsche Erstausgabe 1971 mit der bis heute verwendeten Übersetzung von Hiltgunt Grabler. Die Neuausgabe von 2018 trägt den Titel Die Halloween-Party.
Es ermitteln Hercule Poirot in seinem 31. Roman und Ariadne Oliver in ihrem sechsten und vorletzten Roman.

## Einführung
Während der Vorbereitungen zu einer Halloween-Party am Vorabend von Allerheiligen erzählt das Mädchen Joyce Reynolds jedem, einschließlich der Kriminalschriftstellerin Ariadne Oliver, dass sie einmal einen Mord gesehen, und erst später begriffen hatte, dass es sich tatsächlich um einen Mord handelte. Am Ende der Party findet man Joyce tot in der Bibliothek auf. Sie wurde in dem Metalleimer, in dem Apfelschnappen gespielt wurde, ertränkt. Mrs. Oliver bittet Hercule Poirot um Hilfe, den Mörder zu finden.

## Handlung
In Rowena Drakes Haus „Apple Trees“ in der ländlichen Ortschaft Woodleigh Common findet eine Gesellschafts-Party für Kinder statt. Ariadne Oliver ist dort gerade zu Besuch bei ihrer Freundin Judith Butler. Während der Vorbereitungen zur Party behauptet das Mädchen Joyce Reynolds, vor Jahren Zeugin eines Mordes gewesen zu sein. Abends, bei der Party, finden verschiedene Spiele statt. Unter anderem das Apfelschnappen, bei dem die Kinder mit dem Mund in einem Eimer schwimmende Äpfel fassen müssen. Am Ende der Party wird Joyce tot in der Bibliothek aufgefunden, nachdem sie in dem Eimer ertränkt worden ist, während die übrigen Kinder im Esszimmer „Feuerdrachen“ spielten. Es besteht der Verdacht, dass sie die Andeutung des Mordes das Leben gekostet hat.
Poirot reist auf Mrs. Olivers Wunsch nach Woodleigh Common, um den Fall zu untersuchen. Rowena Drake glaubt nicht, dass Joyce Zeugin eines Mordes war. Sie meint, das Mädchen habe nur angeben und vor allem die Kriminalschriftstellerin Mrs. Oliver beeindrucken wollen. Joyce hat im Ort den Ruf, eine Aufschneiderin zu sein. Als Nächstes werden die Reynolds befragt. Mrs. Reynolds wusste nichts von der Mördergeschichte und Leopold, Joyce’ jüngerer Bruder, glaubt auch nicht, dass Joyce einen Mord gesehen hat. Er hat sie aber darüber reden hören. Ann, Joyce’ ältere Schwester, sagt, dass Joyce eine Lügnerin war.
Hercule Poirot bittet seinen alten Freund, den pensionierten Superintendent Spence von Scotland Yard, ihm eine Liste der in Frage kommenden Todesfälle in der Gegend aufzustellen: Da ist zum einen Mrs. Levin-Smith, eine Tante von Rowena Drakes verstorbenem Ehemann, die anscheinend an einem Herzinfarkt gestorben ist. Ihr Tod erscheint verdächtig, weil es einen Zusatz zu ihrem Testament, ein Kodizill, zugunsten des Au-pair-Mädchens gibt. Die Polizei glaubt, dass dieses Au-pair-Mädchen, Olga Seminoff, den Nachtrag zum Testament gefälscht hat. Nach der Entdeckung der Fälschung war Olga spurlos verschwunden, nachdem sie angekündigt hatte, sich abzusetzen. Die nächste Kandidatin für einen möglichen Mord, den Joyce hätte beobachten können, scheint Charlotte Benfield zu sein, eine sechzehnjährige Verkaufsassistentin, die mit mehrfachen Kopfverletzungen aufgefunden wurde. Dann kommen noch Lesley Ferrier, ein Anwaltsgehilfe, der erstochen wurde, und Janet White, eine Lehrerin, die erwürgt wurde, in Frage.
Poirot setzt seine Ermittlungen mit einem Gespräch mit Dr. Ferguson fort, der ihm erzählt, dass Joyce einst seine Patientin war. Dann geht Poriot zur Schule und wird von der Schulleiterin Miss Emlyn empfangen. Von der Mathematiklehrerin, die auch auf der Party war, erfährt er, dass sie während des Feuerdrachens in die Halle gegangen war und dort Rowena Drake aus dem Bad in der ersten Etage kommen sah. Rowena stand dort einen Moment und erschrak dort offenbar sehr über etwas, das sie möglicherweise durch die offene Tür der Bibliothek gesehen hatte – und zwar so sehr, dass sie eine Blumenvase fallen ließ.
Es kommt heraus, dass Lesley Ferrier ursprünglich verdächtigt wurde, Mr. Levin-Smiths Testament gefälscht zu haben. Haben vielleicht Lesley und Olga zusammengearbeitet, um sich ihr Erbe zu sichern?
Poirot besucht den „Steinbruchgarten“, der von Michael Garfield für Mrs. Levin-Smith in einem stillgelegten Steinbruch angelegt wurde. Während er sich dort mit Michael unterhält, trifft er auf Miranda Butler, Judith Butlers Tochter. Garfield und sie sind befreundet und Miranda verbringt viel Zeit in dem Garten bei der Beobachtung von Vögeln und Eichhörnchen.
Mrs. Drake kommt zu Poirot in die Pension, in der er wohnt, und erzählt, dass auch Leopold Reynolds, Joyce’ jüngerer Bruder, ertränkt worden ist. Poirot vermutet, dass er Joyce’ Mörder erpresst hat. Mrs. Drake ist sehr aufgeregt über den Tod des Jungen, denn ihn hatte sie angeblich in der Bibliothekstür gesehen. Sie gibt an, sie habe ihre Beobachtung vorher nicht äußern wollen, um das Kind, das sie für den Täter gehalten habe, zu schützen.
Poirot bittet die Polizei, in dem Garten im Steinbruch zu graben, und sie findet die Leiche von Olga, die genauso wie Lesley erstochen wurde. Poirot schickt Mrs. Oliver los, die Mrs. Butler und Miranda so schnell wie möglich in Sicherheit bringen soll. Trotzdem gelingt es Michael Garfield, Miranda zu entführen, um sie zu töten. Daran wird er von Nicholas Ransom und Desmond Holland gehindert, zwei Jugendlichen, die auch auf der Party waren und von Poirot beauftragt wurden, Miranda nicht aus den Augen zu lassen. Michael Garfield begeht Selbstmord mit dem Gift, mit dem er Miranda umbringen wollte.
Miranda erzählt dann der Polizei, dass sie diejenige war, die den Mord gesehen hatte. Sie hatte Michael und Rowena dabei beobachtet, wie sie Olgas Leiche vergruben. Joyce, eine unverbesserliche Phantastin, hatte sich die Geschichte angeeignet, auch weil Miranda nicht an der Party teilgenommen hatte. Rowena hat Joyce dann ermordet; die Vase hatte sie fallen gelassen, um eine Erklärung für ihre nasse Kleidung nach dem Mord zu haben.
Michael Garfield hatte die Rolle von Olgas Liebhaber gespielt, um sich über Rowena das Erbe von Mrs. Levin-Smith zu sichern. Garfields Motiv war seine Obsession, sich das Geld aus dem Erbe zu sichern und auf einer griechischen Insel damit den perfekten Garten zu errichten. Zuletzt kommt noch heraus, dass er Mirandas unehelicher Vater war.

## Handelnde Personen
- Hercule Poirot, der belgische Detektiv
- Ariadne Oliver, die berühmte Kriminalschriftstellerin
- George, Poirots Diener
- Inspektor Timothy Raglan, der ermittelnde Polizist
- Ex-Superintendent Spence, ein pensionierter Polizist
- Elspeth McKay, Superintendent Spences Schwester
- Alfred Richmond, Chief Constable
- Joyce Reynolds, ein dreizehnjähriges Mädchen, das behauptet einen Mord gesehen zu haben
- Rowena Drake, die Eigentümerin von Apple Tree, dem Haus, in dem die Halloween-Party stattfand
- Judith Butler, eine Freundin von Mrs. Oliver und eine junge Witwe
- Miranda Butler, die Tochter von Judith
- Leopold Reynolds, Joyces jüngerer Bruder
- Ann Reynolds, Joyces ältere Schwester
- Mrs. Reynolds, Joyces Mutter
- Michael Garfield, ein Landschaftsgärtner und wie sich herausstellt, Miranda Butlers Vater
- Elizabeth Whittaker, Mathematiklehrerin an der Schule The Elms
- Miss Emlyn, Schulleiterin an der Schule The Elms
- Mrs. Goodbody, eine Putzfrau aus dem Ort, die die Hexe auf der Party spielt
- Nicholas Ransom, ein Achtzehnjähriger auf der Party
- Desmond Holland, ein Sechzehnjähriger auf der Party
- Dr. Ferguson, ein Arzt
- Jeremy Fullerton, Mrs. Levin-Smiths Anwalt
- Harriet Leaman, frühere Putzfrau bei Mrs. Levin-Smith

## Bezüge zu anderen Werken
- Superintendent Spence und Poirot diskutieren im fünften Kapitel den Fall aus Vier Frauen und ein Mord, in dem es um die Ermordung von Mrs. McGinty ging.
- Miss Emlyn erklärt in Kapitel 10, dass sie Poirot durch Erzählungen von Miss Bulstrode, der Schulleiterin aus Die Katze im Taubenschlag, kennt.
- Poirot erhält einen Brief von Mr. Goby. Ihn kennt der Leser unter anderem aus Der Wachsblumenstrauß.

## Verfilmungen
- Für die elfte Staffel der englischen Fernsehserie Agatha Christie’s Poirot wurde der Roman mit David Suchet als Poirot und mit Zoë Wanamaker als Ariadne Oliver verfilmt.

- Mord beim Schulfest, der fünfte Teil (2014) der französischen Fernsehserie Mörderische Spiele, ist eine Adaption von Die Schneewittchen-Party. Die Kriminalfälle sind für die Serie in das Frankreich der 1950er und 1960er Jahre versetzt worden – darüber hinaus sind die handelnden Personen ausgetauscht worden. So ermittelt nicht Hercule Poirot mit Ariadne Oliver, sondern Kommissar Swan Laurence, der von der Lokalreporterin Alice Avril und seiner Sekretärin Marlène Leroy unterstützt wird.

- Kenneth Branagh realisierte mit A Haunting in Venice (2023) eine Kinoversion, in der er selbst auch die Hauptrolle übernahm.

## Wichtige Ausgaben
- 1969 Collins Crime Club (London), November 1969
- 1969 Dodd Mead and Company (New York), 1969
- 1971 deutsche Erstausgabe im Scherz Verlag in der Übersetzung von Hiltgunt Grabler[4]
- 2018 Neuausgabe unter dem Titel Die Halloween-Party, Hamburg: Atlantik Verlag

## Hörbücher
2023 hat Der Hörverlag den Roman als Hörbuch unter dem Titel A Haunting in Venice herausgegeben. Sprecher ist Thomas Loibl. (ISBN 978-3-8445-5096-2)
2010 hat BBC Audio die Geschichte als Hörspiel mit John Moffatt als Hercule Poirot und Stephanie Cole als Ariadne Oliver auf 2 CDs veröffentlicht (ISBN 978-1-84607-041-9). Mit John Moffatt als Erzähler gibt es seit dem Jahr 2006 auch eine ungekürzte englische Lesung auf sechs CDs (ISBN 978-1-57270-535-7).